# Pupi Avati
Giuseppe Avati, més conegut com a Pupi Avati   (Bolonya, 3 de novembre de 1938) és un guionista, director i productor de cinema italià. És conegut pels fans del cinema de terror per les seves dues obres mestre del gènere giallo, La casa dalle finestre che ridono (1976) i Zeder (1983).

## Biografia
Després d'assistir a l'escola i estudiar Ciències Polítiques a la Universitat de Bolonya, va començar a treballar en una empresa d'aliments congelats. Al mateix temps, va desenvolupar una passió pel jazz, convertint-se en clarinetista competent. A la segona meitat dels anys 50 va tocar a la banda de jazz Doctor Dixie, de la qual també n'era membre Lucio Dalla.
Tot i que inicialment tenia intenció de ser músic professional, Avati va considerar que li faltava el talent necessari. A mitjan anys seixanta, va decidir dedicar-se al cinema després de veure ¡¡8½ de Federico Fellini i el seu retrat del paper d'un director. La passió d'Avati per la música, així com el seu amor per la seva ciutat natal, que va ser l'escenari de moltes de les seves pel·lícules, es convertirien en temes recurrents de les seves produccions.
Com a guionista, Avati va escriure o coescriure la majoria de les seves pel·lícules, així com guions per a altres directors. També va produir diverses pel·lícules per a altres directors i en la seva pròpia obra. Moltes de les seves pel·lícules també són produïdes pel seu germà Antonio Avati.
Avati va començar la seva carrera dirigint pel·lícules de terror i és considerat un dels directors italians més destacats d'aquest gènere, amb títols com La casa dalle finestre che ridono (1976) i Zeder (1983), que són considerades les seves obres mestres.
Segons Avati, la sèrie de televisió Jazz Band (1978), escrita sobre la història de la banda de jazz Doctor Dixie va suposar un punt d'inflexió per al seu treball. El tema de les seves pel·lícules va començar a partir de la seva pròpia experiència i el seu cinema es va tornar més nostàlgic, introspectiu i autobiogràfic. A més, la sèrie va tenir èxit i va portar Avati a l'atenció d'un públic més ampli en comparació amb les seves pel·lícules anteriors.
Avati va ser nomenat Commendatore de l'Orde al Mèrit de la República Italiana el 2 de juny de 1995.
El 2008 va publicar la seva autobiografia, Sotto le stelle di un film, editada per Il Margine. Inspirat en l'autobiografia del director, el 2010, Claudio Costa va realitzar una pel·lícula documental d'entrevistes i animacions, anomenada Pupi Avati, ieri oggi domani.

## Filmografia

### Cinema
- Balsamus, l'uomo di Satana (1968)
- Thomas e gli indemoniati (1970)
- La mazurka del barone, della santa e del fico fiorone (1975)
- Bordella (1976)
- La casa dalle finestre che ridono (1976)
- Tutti defunti... tranne i morti (1977)
- Le strelle nel fosso (1979)
- Aiutami a sognare (1981)
- Zeder (1983)
- Una gita scolastica (1983)
- Noi tre (1984)
- Impiegati (1984)
- Festa di laurea (1985)
- Regalo di Natale (1986)
- Ultimo minuto (1987)
- Sposi (1987) - primer episodi
- Storia di ragazzi e di ragazze (1989)
- Fratelli e sorelle (1991)
- Bix (1991)
- Magnificat (1993)
- Dichiarazioni d'amore (1994)
- L'amico d'infanzia (1994)
- L'arcano incantatore (1996)
- Festival (1996)
- Il testimone dello sposo (1998)
- La via degli angeli (1999)
- I cavalieri che fecero l'impresa (2001)
- Il cuore altrove (2003)
- La rivincita di Natale (2004)
- Ma quando arrivano le ragazze? (2005)
- La segona nit de noces (2005)
- La cena per farli conoscere (2006)
- Il nascondiglio (2007)
- Il papà di Giovanna (2008)
- Gli amici del bar Margherita (2009)
- Il figlio più piccolo (2010)
- Una sconfinata giovinezza (2010)
- Il cuore grande delle ragazze (2011)
- Un ragazzo d'oro (2014)
- Il signor Diavolo (2019)

### Televisió
- Jazz band (1978) - minisèrie
- Cinema!!! (1979) - minisèrie
- Dancing Paradise (1982) - minisèrie
- Accadde a Bologna (1983) - documental
- È proibito ballare (1989) – sèrie codirigida amb Cesare Bastelli i Fabrizio Costa
- Il bambino cattivo (2013) - telefilm
- Un matrimonio (2013) - minisèrie
- Con il sole negli occhi (2015) - telefilm
- Le nozze di Laura (2015) - telefilm
- Il fulgore di Dony (2018) - telefilm

## Llibres
- Bix, amb Antonio Avati, Segrate (MI), Frassinelli, 1991 ISBN 978-8876841774
- I cavalieri che fecero l'impresa, Milano, Mondadori, 2000, ISBN 978-8804482550
- Il cuore altrove e altre storie, Gremesi Editore, 2002, ISBN 978-8884402196
- La Seconda Notte di Nozze, Milano, Mondadori, 2005 ISBN 978-8804545194
- La via degli angeli, con Antonio Avati, Diabasis Editore, 2005, ISBN 978-8881031863
- Ma quando arrivano le ragazze?, a cura di Lorenzo Codelli, Marsilio, 2005, ISBN 978-8831785976
- Il Nascondiglio, Milano, Mondadori, 2007, ISBN 978-8804572763
- Il papà di Giovanna, Milano, Mondadori, 2008, ISBN 978-8804574293
- Sotto le stelle di un film.  Il Margine, Trento, 2008. ISBN 978-88-6089-034-4.
- Una sconfinata giovinezza, Garzanti, 2010, ISBN 978-8811681984
- Gli amici del Bar Margherita, Garzanti, 2010, ISBN 978-8811679806
- Il figlio più piccolo, Milano, Garzanti, 2010, ISBN 978-8811681625
- La grande invenzione. Un'autobiografia.  Milano: Rizzoli, 2013. F5RzURSVg04C. ISBN 978-88-17-06201-5.
- Il ragazzo in soffitta, Milano, Ugo Guanda Editore, 2015, ISBN 978-88-235-1540-6
- La casa delle signore buie, con Roberto Gandus, Golem Edizioni, 2016, ISBN 978-8898771509
- Il signor Diavolo, Milano, Ugo Guanda Editore, 2018, ISBN 978-88-235-1603-8

## Reconeixements
Ciak d'oro
- 1990 - Millor guió a Storia di ragazzi e di ragazze[6]

David di Donatello
- 1985 - candidatura a Millor director per Impiegati
- 1985 - candidatura a Millor guió per Noi tre
- 1987 - candidatura a Miillor pel·lícula per Regalo di Natale
- 1987 - candidatura a Millor director per Regalo di Natale
- 1987 - candidatura a Millor guió per Regalo di Natale
- 1990 - Millor guió per Storia di ragazzi e di ragazze
- 1990 - candidatura a Miillor pel·lícula per Storia di ragazzi e di ragazze
- 1990 - candidatura a Millor director per Storia di ragazzi e di ragazze
- 1995 - Premi David Luchino Visconti
- 2003 - Millor director per Il cuore altrove
- 2004 - candidatura a Millor director per La rivincita di Natale
- 2009 - candidatura a Millor director per Il papà di Giovanna

Nastro d'argento
- 2020 - Millor guió a Pupi Avati, Antonio Avati í Tommaso Avati

Premi Chiara
- 2019 – A la carrera